# 体感ゲーム
体感ゲーム（たいかんゲーム）とは、体を動かして操作する入力機器を用いたコンピュータゲームのジャンルである。
レーザーディスクゲームなど単に筺体が大型のものは除けば、1985年にセガ（後のセガ・インタラクティブ）が発売した『ハングオン』がこのジャンルの元祖であるが、「体感ゲーム」の用語が使われるようになったのは、翌1986年に同社が発売した『エンデューロレーサー』からである。

## アーケードゲーム
アーケードゲームにおける体感ゲームには大型筐体ゲームも含まれる。
株式会社セガによると、セガが1985年にアーケードでリリースした『ハングオン』が世界初の体感ゲームで、1985年から1989年にかけてがアーケードにおける体感ゲームの全盛期だという。

## コンシューマゲーム
コンシューマゲームでも、ファミリーコンピュータ用周辺機器「ファミリートレーナー」（1986年）など、1980年代から体感ゲームを可能とする入力機器が存在した。
PlayStation 2用周辺機器「EyeToy」（2004年）やXbox 360用周辺機器「Kinect」(2010年）のように、汎用性があって様々なゲームで使えるコントローラーを使用する場合もあるが、Xbox用ゲームソフト『鉄騎』（2002年）付属の専用コントローラのように、特定のゲーム専用のコントローラーを使用する場合もある。
体感ゲームに最適化されたコントローラーを標準で添付した最初のゲーム機はWii（2006年）で、Wiiの標準コントローラ「Wiiリモコン」がそれである。Nintendo Switch（2017年）も体感ゲームに最適化されたコントローラである「Joy-Con」を標準で添付している。

## プラグ&プレイ型体感ゲーム機
ソフトウェアを交換することで1つのハードで様々なソフトが遊べる「コンシューマゲーム機」と異なり、ハードウェアとソフトウェアが一体型のプラグ&プレイ型ゲーム機として設計されている。「玩具」であるため3、4歳から遊べるなど低年齢向けのパッケージが多い。また、物流過程でも玩具として扱われているため、一般のゲームショップでの取扱は稀である。
2000年代前半にプラグ&プレイ型体感ゲーム機のブームがおこった。当時、家庭用ゲーム機で体感ゲームを遊ぶことが一般的でなかったため、「プラグ&プレイ型ゲーム機」の形態で発売されたが、体感ゲームに最適化されたコントローラーである「Wiiリモコン」を標準で搭載した「家庭用体感ゲーム機」として任天堂Wiiが発売された2006年以降はブームが下火になった。
2000年代前半にブームとなったハード・ソフトウェア一体型の体感ゲームは、その多くが新世代株式会社のXaviXテクノロジーを基盤としていた。例えば、エポック社の『TVにつないですぐプレイ』シリーズ（2000年〜）、e-karaで有名なタカラの『PlugIt!』シリーズ（2000年〜）、トミーの『テレビで遊び隊』シリーズ（2001年～）、バンダイの『Let's! TV プレイ』シリーズ（2004年〜）、スクウェア・エニックスの『剣神ドラゴンクエスト 甦りし伝説の剣』（2003年）などがあった。これらのXaviX系プラグ&プレイ型体感ゲーム機はACアダプタが共通で使用できる。
XaviX系以外では、コナミとハドソンが共同開発したチップ「POEMS」を採用したコナミの『PLAY-POEMS』シリーズ（2004年〜）などがあった。
ちなみに新世代株式会社が2004年に発売した「XaviXPORT」は、「プラグ&プレイ型体感ゲーム機」の市場が小さいと想定されたアメリカ市場への進出の為に、「プラグ&プレイ型体感ゲーム機」用に開発されたSoCであるXaviXチップを使ってゲームソフトが入れ換え可能な「コンシューマゲーム機」と同等の形式を採用した体感ゲーム機である。XaviXPORTは、2004年当時は一定の成功を見たが、2006年に任天堂がWiiを発売した後は低迷し、新世代株式会社は2022年に倒産した。XaviXPORTは、2000年代当時は「玩具」でも「ゲーム機」でもなく「フィットネス機器」として販売する戦略を取っていたが、後世のゲーム史においては「コンシューマゲーム機」として扱われることが多い。

## 携帯電話ゲーム
携帯電話ゲームの分野でも、加速度センサーや音声入力を使用して身振りや手振りで遊べる「体感ゲーム」が2007年より登場した。
フィーチャーフォン時代においては、NTTドコモは「直感ゲーム」の商標で体感ゲームを提供していた。また、「au」ブランドで知られるKDDIも体感ゲームを提供していた。